# Farina di mesquite
La farina di mesquite è il prodotto ottenuto dalla macinazione dei baccelli essiccati della pianta di mesquite. L'albero, il Prosopis glandulosa, cresce negli Stati Uniti meridionali e nel Messico settentrionale.

## Caratteristiche

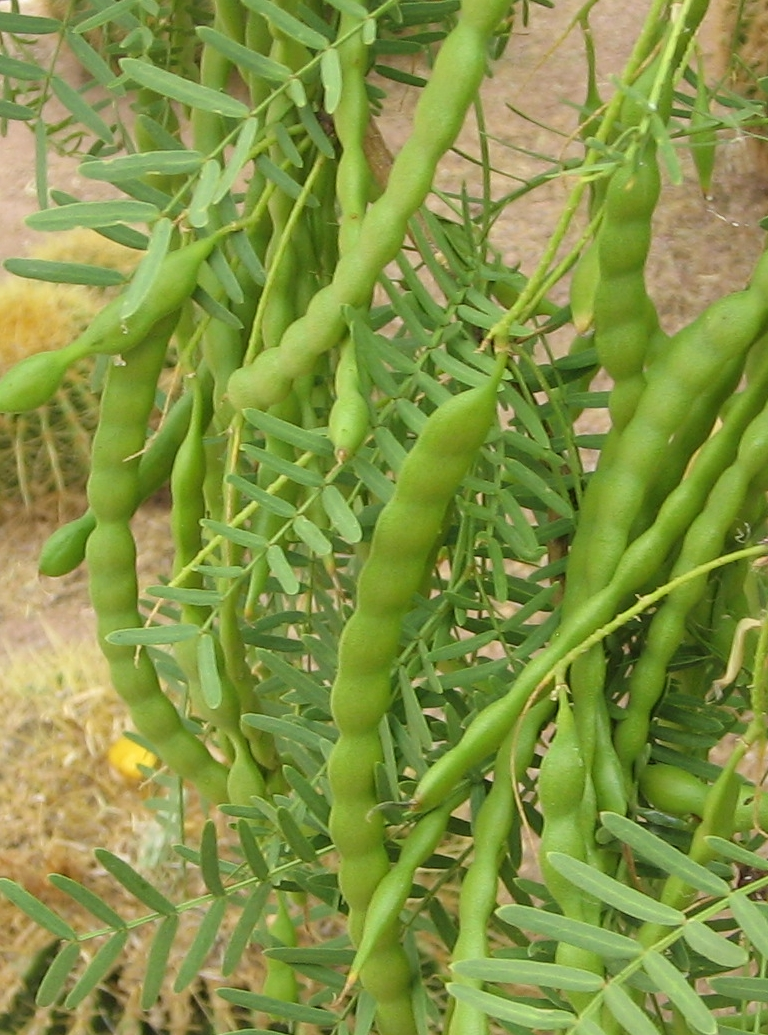
I baccelli verdi

La farina ha un alto contenuto di proteine, un basso contenuto glicemico e potrebbe servire come farina senza glutine. La farina è di colore beige ha un sapore dolce, leggermente affumicato, e può essere utilizzata in un'ampia varietà di applicazioni.
In passato, i Nativi americani usavano questi baccelli come un'importante fonte di cibo.
In Messico, nei villaggi dei Seri di El Desemboque del Sur e del Punta Chueca (stato del Sonora), nel 2007, è stato costituito un presidio slow food, che unisce la Fondazione Slow food e la Cooperativa Mujeres Productoras de Desemboque de los Seris in un progetto di salvaguardia e di promozione del mesquite tostato.